# Championnat d'Irlande du Nord de football 2007-2008
Navigation
Édition précédente Édition suivante
Le 106e Championnat d'Irlande du Nord de football se déroule en 2007-2008. Linfield FC remporte son quarante-huitième titre de champion d’Irlande du Nord (le troisième consécutif) avec trois points d’avance sur le deuxième Glentoran FC. Cliftonville FC, complète le podium.  
Linfield réalise son troisième doublé consécutif Coupe/Championnat en battant en finale de la Coupe d'Irlande du Nord de football Coleraine FC par 2 buts à 1.
Pas de système de promotion/relégation pour cette saison car la fédération nord-irlandaise a décidé une nouvelle fois de modifier la structure du championnat. Pour la saison suivante, (2008-2009), le championnat passe de 16 à 12 clubs. La sélection des équipes pour cette nouvelle formule ne se fait pas en fonction des résultats obtenus lors de l’année en cours, mais sur dossier. Les 15 des clubs de première division et Bangor, champion de deuxième division, ont donc présenté un projet en fonction d’un cahier des charges imposé par l’IFA. 13 dossiers ont été acceptés. Les dossiers de Limavady United et d’Armagh City ont été rejetés, celui de Portadown a été présenté hors délais. Sur ces 13 arrivés en finale, 12 ont été retenus, celui de Donegal Celtic étant refusé au profit de celui de Bangor.
Voici le classement établi par la fédération et qui détermine la composition de la nouvelle première division. 
| Classement | Club             | Points |  |
| ---------- | ---------------- | ------ |  |
| 1          | Linfield FC      | 1339   |  |
| 2          | Ballymena United | 1054   |  |
| 3          | Glentoran FC     | 1016   |  |
| 4          | Coleraine FC     | 965    |  |
| 5          | Cliftonville FC  | 945    |  |
| 6          | Dungannon Swifts | 855    |  |
| 7          | Glenavon FC      | 828    |  |
| 8          | Crusaders FC     | 826    |  |
| 9          | Distillery FC    | 815    |  |
| 10         | Newry City       | 796    |  |
| 11         | Bangor FC        | 641    |  |
| 12         | Institute FC     | 632    |  |
| 13         | Donegal Celtic   | 543    |  |

Avec 29 buts marqués en 30 matchs, Peter Thompson  de Linfield FC remporte le titre de meilleur buteur de la compétition.

## Les 16 clubs participants
| Club             | Stade                 | Capacité | Ville     |
| ---------------- | --------------------- | -------- | --------- |
| Armagh City      | Holm Park             | 3 000    | Armagh    |
| Ballymena United | The Showgrounds       | 7 500    | Ballymena |
| Cliftonville FC  | Solitude              | 7 200    | Belfast   |
| Coleraine FC     | The Showgrounds       | 6 600    | Coleraine |
| Crusaders FC     | Seaview               | 9 100    | Belfast   |
| Distillery FC    | New Grosvenor Stadium | 8 000    | Lisburn   |
| Donegal Celtic   | Suffolk Road          | 1 500    | Belfast   |
| Dungannon Swifts | Stangmore Park        | 3 000    | Dungannon |
| Glenavon FC      | Mourneview Park       | 7 300    | Lurgan    |
| Glentoran FC     | The Oval              | 14 100   | Belfast   |
| Institute FC     | YMCA Grounds          | 2 200    | Drumahoe  |
| Larne FC         | Inver Park            | 6 000    | Larne     |
| Limavady United  | The Showgrounds       | 1 500    | Limavady  |
| Linfield FC      | Windsor Park          | 20 500   | Belfast   |
| Newry City       | The Showgrounds       | 6 500    | Newry     |
| Portadown FC     | Shamrock Park         | 5 800    | Portadown |

## Compétition

### Classement
Le classement est établi sur le barème de points classique (victoire à 3 points, match nul à 1, défaite à 0).
| Rang | Équipe           | Pts | J  | G  | N | P  | Bp | Bc | Diff |
| ---- | ---------------- | --- | -- | -- | - | -- | -- | -- | ---- |
| 1    | Linfield FC T C  | 74  | 30 | 23 | 5 | 2  | 71 | 18 | +53  |
| 2    | Glentoran FC     | 71  | 30 | 22 | 5 | 3  | 69 | 24 | +45  |
| 3    | Cliftonville FC  | 60  | 30 | 18 | 6 | 6  | 55 | 32 | +23  |
| 4    | Distillery FC    | 58  | 30 | 17 | 7 | 6  | 50 | 28 | +22  |
| 5    | Portadown FC     | 47  | 30 | 15 | 2 | 13 | 44 | 39 | +5   |
| 6    | Ballymena United | 44  | 30 | 12 | 8 | 10 | 42 | 41 | +1   |
| 7    | Crusaders FC     | 43  | 30 | 12 | 7 | 11 | 45 | 47 | -2   |
| 8    | Newry City       | 43  | 30 | 13 | 4 | 13 | 45 | 52 | -7   |
| 9    | Coleraine FC     | 40  | 30 | 11 | 7 | 12 | 41 | 50 | -9   |
| 10   | Dungannon Swifts | 36  | 30 | 9  | 9 | 12 | 38 | 44 | -6   |
| 11   | Donegal Celtic   | 35  | 30 | 9  | 8 | 13 | 39 | 47 | -8   |
| 12   | Glenavon FC      | 30  | 30 | 9  | 3 | 18 | 37 | 51 | -14  |
| 13   | Larne FC         | 25  | 30 | 7  | 4 | 19 | 44 | 71 | -27  |
| 14   | Institute FC     | 23  | 30 | 5  | 8 | 17 | 23 | 41 | -18  |
| 15   | Limavady United  | 23  | 30 | 6  | 5 | 19 | 26 | 57 | -31  |
| 16   | Armagh City      | 21  | 30 | 5  | 6 | 19 | 29 | 56 | -27  |

| Légende : Qualifications et relégations | Légende : Qualifications et relégations                                      |
| --------------------------------------- | ---------------------------------------------------------------------------- |
|                                         | Ligue des champions de l'UEFA 2008-2009                                      |
|                                         | Coupe UEFA 2008-2009                                                         |
|                                         | Relégation en deuxième division                                              |
|                                         | Barrage de relégation contre le deuxième de D2                               |
|                                         | T : Tenant du titre C : Vainqueurs de la Coupe d'Irlande du Nord de football |

## Bilan de la saison
| Tableau d'Honneur                         |             |
| Compétition                               | Vainqueur   |
| Championnat d'Irlande du Nord de football | Linfield FC |
| Coupe d'Irlande du Nord de football       | Linfield FC |

| Promotions et relégations |                                                                  |
| Relégués                  | Portadown FC Donegal Celtic Larne FC Limavady United Armagh City |
| Promus                    | Bangor FC                                                        |

## Statistiques

### Meilleur buteur
1. Peter Thompson, Linfield FC, 29 buts